# Ракшина (деревня)
Ракшина — деревня в Кудымкарском районе Пермского края. Входила в состав Ленинского сельского поселения. Располагается у автодороги А153 южнее от города Кудымкара. Расстояние до районного центра составляет 41 км. По данным Всероссийской переписи населения 2010 года, в деревне проживало 124 человека (66 мужчин и 58 женщин).

## История
По данным на 1 июля 1963 года, в деревне проживало 355 человек. Населённый пункт входил в состав Ленинского сельсовета.